# Gueorgui Evangoulov
Gueorgui Sergueïevitch Evangoulov ou Gueorgui  Sarkisovitch Evangoulov (en russe : Гео́ргий Серге́евич Евангу́лов ou Георгий (Георги) Саркисович Евангулов), né en 1894 en Géorgie et mort le 31 juillet 1967 à Hambourg, en Allemagne, est un poète de l'émigration russe.

## Biographie
Gueorgui Evangoulos est né en 1894 en Géorgie. Il fait ses études à Tiflis (Tbilissi) et Vladikavkaz. À partir de 1921, il vit en émigration, d'abord à Paris, puis à Nice et à Hambourg. 
Il travaille comme ingénieur dans une usine de Shell, et participe au cercle poétique Gatarapak («Гатарапак»), en 1921, et aux unions La Chambre des poètes («Палата поэтов») en 1921, À travers («Через») en 1924 et Camp («Кочевье») à partir de 1928. Il organise également des rencontres artistiques et littéraires. Il vit à Nice de 1930 à 1934, où il participe en 1930 à la formation du cercle littéraire Le Mardi («Четверг»), dont il est le secrétaire, et ou il fait des conférences, notamment sur Ivan Bounine. Il participe également à la Journée de la culture russe de 1934.
Gueorgui Evangoulov a été ensuite membre de l'Union des écrivains et des poètes, et publié ou collaboré aux Billets contemporains («Современные записки»), au Messager parisien («Парижский вестник»), au Nouveau journal («Новый журнал», à la Nouvelle parole russe («Новое русское слово») et à la Pensée russe («Русская мысль»).

## Œuvres poétiques
- (ru) «Белый духан» [« Le Dukhan blanc »], Paris,‎ 1921 ;
- (ru) Золотой пепел [« La cendre d'or »], Paris,‎ 1925 ;
- (ru) Необыкновенные приключения Павла Павловича Пупкова в СССР и в эмиграции, роман в стихах. [« Les aventures extraordinaires de Pavel Pavlovitch Poupkov en URSS et en  émigration,  roman en vers »], Paris,‎ 1946[2].

#### En russe
- (ru) « Евангулов Георгий Сергеевич » [« Evangoulov Gueorgui Sergueïevitch »], sur rgali.ru (Archives d'État de Moscou) (consulté le 6 octobre 2018) ;
- (ru) Гингер А. С (A. S. Ginger), Стихотворительное одержанье : Стихи, проза, статьи, письма. В 2-х тт. Том 2 [« Vers, prose, articles, lettres. En deux tomes, tome 2 »], Directmedia,‎ 2014, 495 p. (ISBN 978-5-91763-167-7, lire en ligne), p. 39 ;
- (ru) Л. Мнухина, М. Авриль, В. Лосский (L. Mnoukhina, M. Avril, V. Losski) (dir.), «Российское зарубежье во Франции». 1919-2000 : биогр. словарь : в 3 т. [« « L'émigration russe en France ».  1919-2000 : dictionnaire biographique en trois tomes »], Moscou, Наука : Дом-музей Марины Цветаевой,‎ 2008-2010.

#### En français
- Leonid Livak, « Histoire de la littérature russe en exil : la « période héroïque » de la jeune poésie russe à Paris », Revue des études slaves, vol. 73, no 1,‎ 2001, p. 133–150 (ISSN 0080-2557, DOI 10.3406/slave.2001.6704, lire en ligne, consulté le 13 octobre 2018).